# Capnioneura aptera
Capnioneura aptera är en bäcksländeart som beskrevs av Berthélemy 1969. Capnioneura aptera ingår i släktet Capnioneura och familjen småbäcksländor. Inga underarter finns listade i Catalogue of Life.